# Eliminatoria a la Eurocopa Sub-16 1986
La Eliminatoria a la Eurocopa Sub-16 1986 fue la fase de clasificación que disputaron 28 selecciones infantiles de la UEFA para clasificar a la fase final del torneo.
Los 28 equipos fueron divididos en 13 zonas de clasificación, en donde los 15 mejores clasificaron a la fase final para definir a los participantes de Europa en el Mundial Sub-17 de 1987.

## Eliminación Directa
| Equipo 1   | Agr.        | Equipo 2          | Ida | Vuelta |
| ---------- | ----------- | ----------------- | --- | ------ |
| Noruega    | 3-2         | Irlanda           | 2-2 | 1-0    |
| Dinamarca  | 1-0         | Irlanda del Norte | 1-0 | 0-0    |
| Islandia   | 2-5         | Escocia           | 1-2 | 1-3    |
| Suecia     | 4-2         | Finlandia         | 2-0 | 2-2    |
| Luxemburgo | 0-9         | España            | 0-5 | 0-4    |
| Bélgica    | 1-3         | Francia           | 0-2 | 1-1    |
| Italia     | 5-4         | Alemania Federal  | 1-3 | 4-1    |
| Austria    | 4-4 (4-2 p) | Polonia           | 2-2 | 2-2    |
| Chipre     | 0-9         | Unión Soviética   | 0-4 | 0-5    |
| Bulgaria   | 5-2         | Yugoslavia        | 4-0 | 1-2    |
| Rumania    | 3-2         | Turquía           | 2-0 | 1-2    |

## Fase de grupos

### Grupo 6
| País         | J | G | E | P | GF | GC | GD | Pts |
| ------------ | - | - | - | - | -- | -- | -- | --- |
| Portugal     | 4 | 1 | 3 | 0 | 4  | 2  | +2 | 5   |
| Países Bajos | 4 | 1 | 2 | 1 | 4  | 5  | -1 | 4   |
| Suiza        | 4 | 1 | 1 | 2 | 3  | 4  | -1 | 3   |

| Equipo 1     | Resultado | Equipo 2     |
| ------------ | --------- | ------------ |
| Suiza        | 2-0       | Países Bajos |
| Portugal     | 2-0       | Suiza        |
| Países Bajos | 1-1       | Portugal     |
| Países Bajos | 2-1       | Suiza        |
| Suiza        | 0-0       | Portugal     |
| Portugal     | 1-1       | Países Bajos |

### Grupo 8
| País                 | J | G | E | P | GF | GC | GD | Pts |
| -------------------- | - | - | - | - | -- | -- | -- | --- |
| Alemania Democrática | 4 | 4 | 0 | 0 | 6  | 1  | +5 | 6   |
| Checoslovaquia       | 4 | 1 | 0 | 3 | 3  | 5  | -2 | 2   |
| Hungría              | 4 | 1 | 0 | 3 | 1  | 4  | -3 | 2   |

| Equipo 1             | Resultado | Equipo 2             |
| -------------------- | --------- | -------------------- |
| Hungría              | 1-0       | Checoslovaquia       |
| Alemania Democrática | 1-0       | Hungría              |
| Hungría              | 0-1       | Alemania Democrática |
| Checoslovaquia       | 1-2       | Alemania Democrática |
| Checoslovaquia       | 2-0       | Hungría              |
| Alemania Democrática | 2-0       | Checoslovaquia       |